# Crossing Jordan
Crossing Jordan is een Amerikaanse serie die vanaf 2001 werd uitgezonden.
Jordan Cavanaugh, gespeeld door Jill Hennessy, is een vlotte patholoog-anatoom die op eigengereide wijze moorden oplost, ondersteund en soms tegengewerkt door enkele collega's.
De titel heeft in het Engels een dubbele betekenis: het pad kruisen van Jordan (de hoofdfiguur) en de Jordaan oversteken: een verwijzing naar de Bijbelse geschiedenis van de tocht naar het Beloofde Land; die op zijn beurt weer als eufemisme voor sterven wordt gebruikt.

## Geschiedenis
Toen de serie in mei 2007 stopte, waren er in totaal 6 seizoenen gemaakt. In Nederland werd de serie tot en met juni/half-augustus 2007 uitgezonden op televisiezender Tien. In 2008 werd de serie beginnend met seizoen 3 onder de titel Medical Examiners uitgezonden op SBS6. De avonturen van een groep eigenzinnige patholoog-anatomen vormt het thema van de serie.

## Rolverdeling
| Acteur/actrice  | Personage                              | Aantal afleveringen |
| Jill Hennessy   | Jordan Cavanaugh                       | 2001 t/m 2007       |
| Miguel Ferrer   | Garret Macy                            | 2001 t/m 2007       |
| Steve Valentine | Nigel Townsend                         | 2001 t/m 2007       |
| Ravi Kapoor     | Mahesh Vijayaraghavensatanaryanamurthy | 2001 t/m 2007       |
| Kathryn Hahn    | Lily Lebowski                          | 2001 t/m 2007       |
| Jerry O'Connell | Woody Hoyt                             | 2002 t/m 2007       |

### Terugkomende rollen
| Acteur/actrice | Personage        | Aantal afleveringen |
| Emy Coligado   | Emmy             | 2001 t/m 2007       |
| Ethan Sandler  | Jeffrey Brandau  | 2002 t/m 2007       |
| David Monahan  | Matt Seely       | 2004 t/m 2007       |
| Leslie Bibb    | Tallulah Simmons | 2005 t/m 2007       |
| Charles Mesure | Pollack          | 2005 t/m 2007       |

### Voormalige acteurs
| Acteur/actrice         | Personage        | Aantal afleveringen             |
| Ken Howard             | Max Cavanaugh    | 2001 t/m 2005 (49 afleveringen) |
| Ivan Sergei            | Peter Winslow    | 2002 t/m 2004 (22 afleveringen) |
| Susan Gibney           | Renee Walcott    | 2002 t/m 2007 (19 afleveringen) |
| Mahershalalhashbaz Ali | Trey Sanders     | 2001 t/m 2002 (19 afleveringen) |
| Brooke Smith           | Dr. Kate Switzer | 2007 (13 afleveringen)          |
| Alex McKenna           | Abby Macy        | 2001 t/m 2006 (12 afleveringen) |
| Wallace Shawn          | Howard Stiles    | 2001 t/m 2006 (8 afleveringen)  |

## Afleveringen

### Seizoen 1 (2001-2002)
| Nr. | Titel aflevering               | Uitzenddatum NBC |
| --- | ------------------------------ | ---------------- |
| 1   | The Dawn of a New Day          | 1 oktober 2001   |
| 2   | The Ties That Bind             | 8 oktober 2001   |
| 3   | Born to Run                    | 15 oktober 2001  |
| 4   | You Can't Go Home Again        | 22 oktober 2001  |
| 5   | Believers                      | 29 oktober 2001  |
| 6   | Sight Unseen                   | 12 november 2001 |
| 7   | Digger, deel 1                 | 19 november 2001 |
| 8   | Digger, deel 2                 | 26 november 2001 |
| 9   | Blue Christmas                 | 10 december 2001 |
| 10  | Wrong Place, Wrong Time        | 7 januari 2002   |
| 11  | Blood Relatives                | 14 januari 2002  |
| 12  | Miracles & Wonders             | 21 januari 2002  |
| 13  | Four Fathers                   | 28 januari 2002  |
| 14  | Acts of Mercy                  | 4 februari 2002  |
| 15  | Lost and Found                 | 25 februari 2002 |
| 16  | Crime & Punishment             | 4 maart 2002     |
| 17  | With Honor                     | 18 maart 2002    |
| 18  | For Harry, with Love & Squalor | 8 april 2002     |
| 19  | The Gift of Life               | 15 april 2002    |
| 20  | Some to count on               | 29 april 2002    |
| 21  | Secrets & Lies, deel 1         | 6 mei 2002       |
| 22  | Secrets & Lies, deel 2         | 13 mei 2002      |